# HOSHIGAMI ORIGINAL SOUND TRACK
HOSHIGAMI ORIGINAL SOUND TRACK（ホシガミ・オリジナル・サウンドトラック）は、ニンテンドーDS用ゲームソフト「HOSHIGAMI」のサウンドトラック盤。2007年8月24日、YELLOW TUNE TRACKS (CD: YTTA-1001)よりリリースされた。

## 解説
- アークシステムワークス株式会社制作のシミュレーションロールプレイングゲーム、ニンテンドーDS用ゲームソフト「HOSHIGAMI」のサウンドトラック盤。
- ゲーム発売から2ヵ月後にサウンドトラック盤が2007年8月24日にリリースされた。なお、ゲーム発売日は2007年5月24日であった。
- ブックレットには、同ゲームのストーリー紹介や、キャラクター紹介、音楽プロデュース/BGM作曲を手懸けた末村謙之輔の略歴も収められている。

## 収録曲
1. HOSHIGAMIメインテーマ
2. 楽しいお買い物
3. 故郷(ふるさと)の風
4. 浮遊大陸"マーディアス"
5. 帝国軍の蹂躙
6. 2つの国の戦争
7. 伝説に集いし者たち
8. 正義の行進
9. 押寄せる侵略者
10. 勇者達の賛歌
11. 運命の再会
12. 六枚の刻印
13. 漆黒の鎧
14. 不協和音
15. イクシア遺跡の伝説
16. ヴァレイム軍の進撃
17. 精霊の力
18. 頼れる仲間
19. 乱世と蠢く陰謀
20. 別れの鎮魂歌(レクイエム)
21. 宿命の騎士達
22. 最終決戦
23. 勝利の足跡
24. 経験値上昇
25. 撤退の狼煙
26. 語り継がれし物語
27. かくて運命は伝説へ…

## 関連人物
- 末村謙之輔